# FN ブローニング・ベビー
FN ブローニング・ベビー（FN Browning Baby）は、ベルギーの銃器メーカーであるFN社が開発した自動拳銃である。
ベビーブローニング（Baby Browning）、FN ベビー（FN Baby）とも呼ばれる。

## 概要
1906年に発売され、護身用として人気を博した小型自動拳銃であるFN ポケット・モデル M1906のマイナーチェンジモデルで、グリップセフティの廃止、スライドの小型・軽量化、スライド上部埋め込み式のサイトを露出型に変更、などの改良を加え、さらに小型化したモデルである。
M1906と同じく、小型軽量であることを活かした個人の護身用や警察組織での要人護衛用として、また、治安組織や諜報機関による特殊任務用として用いられた。日本でも第二次世界大戦前に輸入され、日本軍で使用されている。
生産は1960年には前身のM1906より完全に切り替えられ、FN社が生産を終了した1979年までの間に、M1906と合わせての総生産数は400万丁余にも上る。

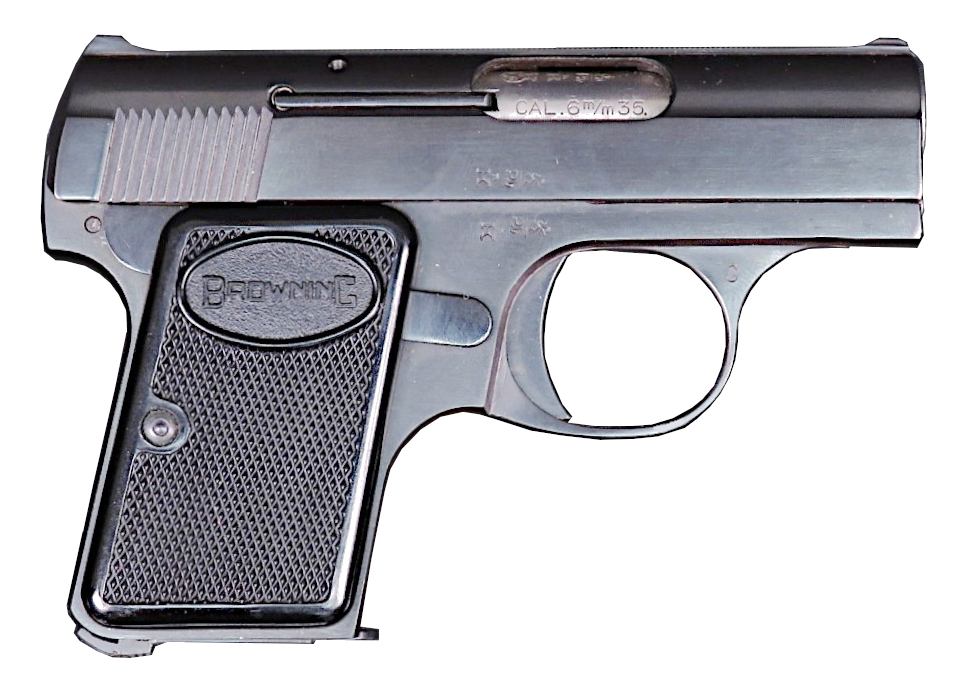
左側面

## ライセンス生産品
フランスのMAB（Manufacture d'Armes de Bayonne：バヨンヌ造兵廠）では、FN社から製造権を引き継ぎ、1979年以降の生産を担当したが、MABは1983年に破産。以降は欧州のメーカーではブローニング・ベビーの正式な生産は行われていないが、パテントを引き継いだアメリカのメーカーによる生産は現在でも行われている。
これら正規品の他、ブローニング・ベビーは本家のFN社の他にもコピー生産品が世界中で大量に製造されて流通した。